# Vestindisk Pakhus
Vestindisk Pakhus är en dansk lagerbyggnad i Köpenhamn.
Byggnaden uppfördes för Danska Västindiska Kompaniet och blev klar 1781, den ritades av Caspar Frederik Harsdorff.

## Konstruktion
Vestindisk Pakhus är av samma grundtyp som Caspar Frederik Harsdorffs först byggda lagerhus i Köpenhamn, men drygt till hälften så långt. Byggnaden har bärande ytterväggar av röd tegelsten och en bärande längsgående skiljevägg, vilken är genombruten av valvbågar. Byggnaden har fem fulla våningar, ett mindre plan samt två vindsvåningar. Den saknar fasaddekorationer. Packhuset hade en hisskonstruktion. Huset är ett byggnadsminnesmärke.

## Kungarummet
På den översta vindsvåningen i husets norra del ligger ett direktionsrum, som kallades "kungarummet". Enligt en sägen följde Frederik VI slaget vid Köpenhamn 1801 från ett rum på åttonde våningen i lagerhuset, men denna uppgift har aldrig kunnat bekräftas. Historien är också tämligen osannolik, eftersom det skulle ha varit svårt att se annat än röken från striden, men myten har gett namn åt detta direktionsmötes för Danska Västindiska Kompaniet. Rummet är idag bevarat som det var när byggnaden invigdes, förutom att tapeten ersatts av en kopia. Tapetens motiv är guavablad och -bär, med anspelning på att guavarom importerades från Västindien. Eftersom man fik guavarom från Västindien. I rummet finns tolv stolar, som också anses ha ritats av Caspar Frederik Harsdorff. Ovanför fönstret finns inskriften: "Intet godt uden møje".

## Den Kongelige Afstøbningssamling
I de tre nedersta våningarna är Den Kongelige Afstøbningssamling inrymd, och i våningarna ovanför finns kostymer från Det Kongelige Teaters uppsättningar.